# Коски (Смоленская область)
Коски — деревня в Смоленской области России, в Рославльском районе. Расположена в южной части области в 15 к северо-востоку от Рославля, на автодороге А101 Москва — Варшава («Старая Польская» или «Варшавка»), на правом берегу реки Остёр. Население — 515 жителей (2007 год). Административный центр Любовского сельского поселения.

## Экономика
Лесничество, неполная средняя школа, библиотека, детский сад, дом культуры, медпункт, почта, стадион.

## Достопримечательности
- Обелиск на братской могиле 93 воинов Советской Армии, погибших в 1941 - 1943 гг.
- Храм в честь преподобного Арсения Коневского (строится)